# Yun Hyon-seok
Yun Hyon-seok (* 7. August 1984 in Incheon, Südkorea; † 26. April 2003 in Seoul, Südkorea) war ein südkoreanischer LGBT-Aktivist, homosexueller Dichter und Schriftsteller.
Von 2002 bis 2003 war er Teil der Menschenrechtsbewegung, die sich für die Rechte im Themenfeld LGBT einsetzt und beteiligte sich bei der Organisation DongInRyun (동인련). 2003 wurde Yun Kriegsdienstverweigerer.
Am 26. April 2003 beging er in Seoul Suizid, wegen der von ihm vorgeworfenen Homophobie in Südkorea. Er tötete sich im Büro von DongInRyun und hinterließ einen Abschiedsbrief, in dem er die Diskriminierung sexueller Minderheiten und die Intoleranz konservativer Christen anprangerte.
Sein Pseudonym, unter dem er öffentlich auftrat, war Yook Woo-dang (kor. 육우당, Hanja 六友堂, rev. Yuk U-dang), andere Pseudonyme lauteten Seolheon (설헌, 雪軒) und Midong (미동, 美童).

## Werk
- 내 혼은 꽃비 되어 (2013 postum veröffentlicht)